# میلز واتسون
میل واتسون (انگلیسی: Mills Watson؛ زادهٔ ۱۰ ژوئیهٔ ۱۹۴۰) یک هنرپیشه اهل ایالات متحده آمریکا است. وی بین سال‌های ۱۹۶۸ تا ۱۹۹۲ میلادی فعالیت می‌کرد.
از کارهای معروف او می‌توان به بازی در فیلم چارلی و فرشته اشاره کرد.